# 雷永明
真福雷永明神父（義大利語：Beato Gabriele Maria Allegra, OFM，1907年12月26日—1976年1月26日），原名加布里埃萊·阿萊格拉，是義大利籍天主教方济会会士，《思高圣经》的主要翻译者，以及思高圣经学会的创办人。

## 来华以前
1907年12月26日，雷永明出生于意大利西西里岛的一个天主教家庭。1918年12月14日，入方济会的小修院。1923年10月13日，入初学院。 1926年9月14日，赴罗马修读神学。 
1929年，雷永明从同学高思谦处获悉中国的天主教会没有自己的圣经译本，决心赴中国翻译圣经。
1930年2月16日，雷永明获祝圣为执事。同年7月20日，晋升为神父。次年4月，获派赴中国传教。

## 首度来华
1931年7月3日，雷永明抵沪。17天后，雷永明到达湖南衡阳，为衡阳教区服务。次年，获委任为衡阳教区小修院院长。在衡阳期间，雷永明坚持每天学习中文。1933年初，他已经能够使用中文向修女讲避静。1938年，他在上海出版了《离骚》的意大利文译本，更显示出他已经具备相当的中文功底。
在圣经翻译方面，雷永明来华后不久，已经开始收集圣经翻译工作所需的各类书籍。1935年4月，雷永明正式开始了他的圣经翻译工作。1938年3月7日，教宗碧岳十一世从衡阳教区主教柏长青处获悉雷永明的圣经翻译工作，遂给予口头嘉许。
1939年初夏，因身体原因，雷永明离开中国，返回意大利。

## 再度来华
1940年12月，病愈后的雷永明意图再度来华。那时，二战已经爆发，战事吃紧。雷永明不得已绕道西班牙马德里、葡萄牙里斯本、美国纽约、美国旧金山、日本横滨，最后抵达上海，并于1941年4月26日抵达北平。同年5月7日，获教廷驻华代表蔡宁主教接见，教廷驻华代表向其征询译经工作的意见。
1943年9月，避静中的雷永明在太原被日军扣留，后押赴北平，不久后获释。
1944年11月，雷永明完成了《圣经》旧约的翻译工作。
1945年8月2日，思高圣经学会在北平辅仁大学附属西煤厂宿舍成立，奉痛苦圣母为主保圣人，并将其奉献给董思高神父。雷永明以创办人的身份为之揭幕。後來曾遷到附近李廣橋的北京方济堂和小石橋。
1948年，思高圣经学会迁港，暂假方济会账房办公。同年10月26日，雷永明从天津乘船赴港。次年9月赴罗马为思高圣经学会迁址请求教廷传信部批给贷款，但遭到拒绝。9月30日，面见教宗碧岳十二世，陈述困难，最终获批资助，无需还款。1950年5月20日，思高圣经学会迁址坚尼地道。
1964年，為剛於沙田成立的聖母無玷聖心學校命名，隨後的聖母無玷聖心書院及聖母無玷聖心幼稚園均沿用此名。
1968年12月25日，雷永明主持的思高圣经学会完成所有翻译工作，正式出版《圣经》的思高译本。三年后，雷永明正式卸任思高圣经学会主任的职务。
1975年4月15日 雷永明参与完成思高《圣经辞典》的共同编撰并正式出版。
1976年1月26日，雷永明在香港嘉诺撒医院病逝。

## 身后之事
1976年1月28日，香港教区胡振中主教为其举行安葬礼，葬于香港跑马地天主教圣弥额尔坟场，后迁葬意大利西西里岛圣巴拉削修院。。
1994年12月15日，雷永明被聖座列为可敬者。教廷原计划于2002年10月26日将雷永明列为真福，却因故延期。
2012年8月15日，聖座透過方濟會西西里耶穌聖名會省公布，將於2012年9月29日，在西西里卡塔尼亞省（Catania）阿基雷爾市（Acireale）主教座堂，為香港，我們可敬的弟兄雷永明神父（Fr. Gabriele Maria Allegra, ofm）舉行宣福禮。雷神父將成為方濟會中華會省及天主教香港教區第一位真福聖人.